# Eustratios Garidas
Eustratios Garidas (griechisch Εὐστράτιος Γαριδᾶς) war 1081–1084 Patriarch von Konstantinopel.

## Leben
Eustratios war Mönch. Er wurde am 8. Mai 1081 unter dem Einfluss von Anna Dalassene, der Mutter von Kaiser Alexios I., zum Ökumenischen Patriarchen ordiniert.
Eustratios galt als ungebildet. Er stellte sich nicht gegen die kaiserliche Konfiszierung sakraler Gegenstände während der Belagerung Konstantinopels durch die Normannen 1081–1082 und soll sich selbst daran bereichert haben. Auch die Anklage gegen Johannes Italos durch seinen Vorgänger Kosmas I. konnte er nicht zu einem den Kaiser zufriedenstellenden Ergebnis bringen.
1084 wurde er des Messalianismus angeklagt, jedoch freigesprochen. Nach gewalttätigen Ausschreitungen gegen ihn trat er im Juli vom Patriarchenamt zurück.
Sein weiteres Schicksal ist unbekannt.